# 康加瑪托

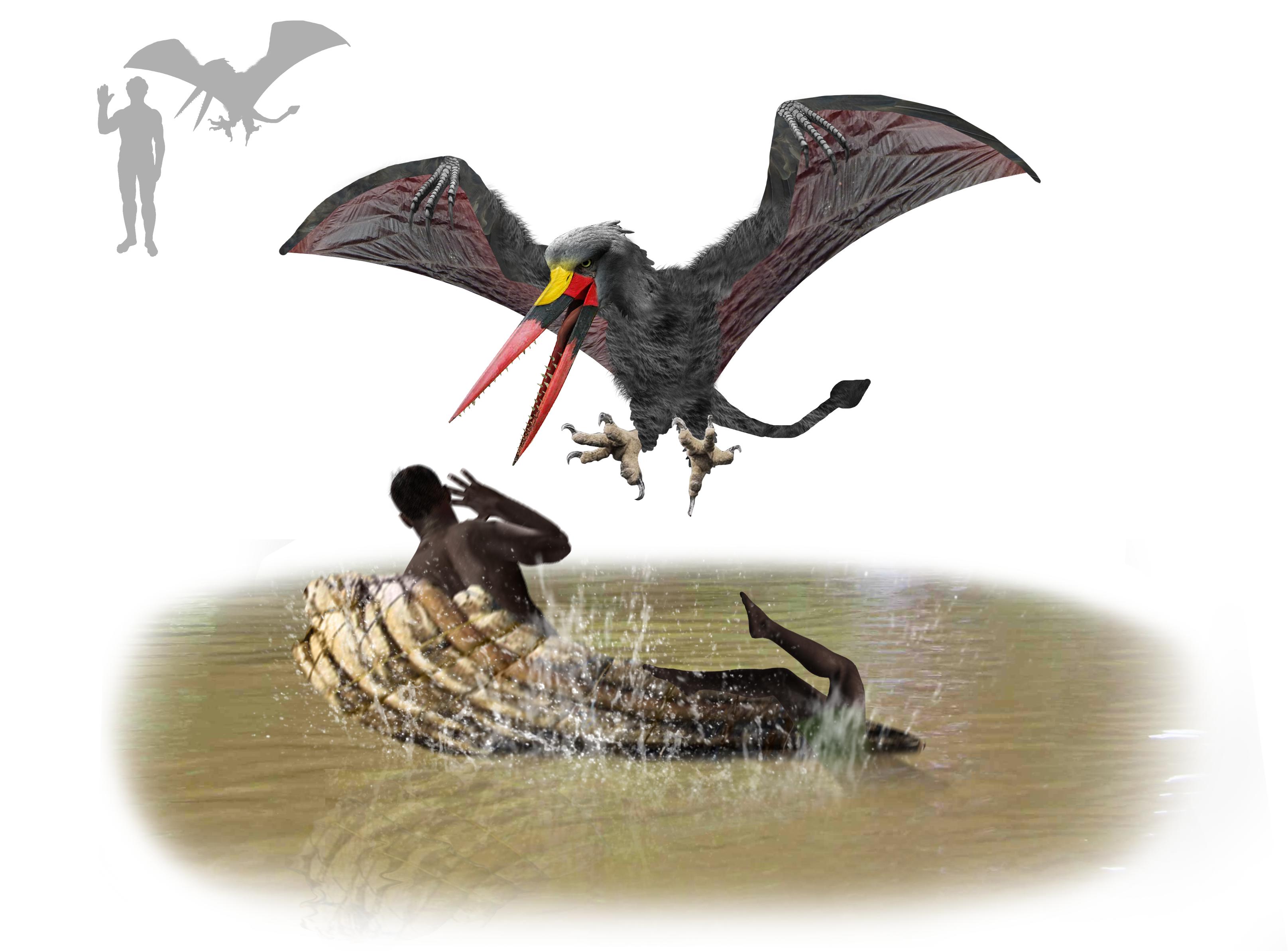
康加玛托的想象图。

康加玛托（Kongamato）是一种据传出没于赞比亚、安哥拉与刚果民主共和国的类似翼龙的神秘生物。Kongamato在当地语言中的意思是“船只破坏者”（breaker of boats）。
关于康加玛托真实身份的相關推論有：喙嘴翼龙属、被误判的鸟类（如：凹嘴鹳）以及巨型蝙蝠三種推敲。

## 目击历史
- 1923年，Frank H. Melland在赞比亚停留期间收集了当地一些康加玛托的资料。这是一种没有羽毛、翼展4英尺—7英尺（1.2米—2.1米）之间、喙有着利齿、皮肤光滑呈红色或黑色的生物。
- 1925年，英国记者G. Ward Price在罗得西亚听闻一个目击报告，一名当地男性在沼泽中遭遇一只类似翼龙的巨鸟袭击，胸口受到严重伤害。
- 1932年，生物学家伊万·T·山德森（Ivan T. Sanderson）在喀麦隆探索时遭遇一只类似巨型蝙蝠的生物，此生物一般被认为是奥利图欧或康加玛托。[1]
- 1988年，生物学家罗伊·麦克尔（Roy Mackal）率领探险队在纳米比亚听闻当地有一种翼展达30英尺（约9.14米）的神秘飞行生物。在探索期间，一名队员James Kosi看见1000英尺（约304.8米）外一只类似滑翔机、黑色并带有白色斑纹的生物。[2]